# Souviens-toi de moi (film, 2003)
Pour les articles homonymes, voir Souviens-toi de moi.
Pour plus de détails, voir Fiche technique et Distribution.
Souviens-toi de moi (Ricordati di me) est un film italien réalisé par Gabriele Muccino, sorti en 2003.

## Synopsis
La famille Ristuccia vit à Rome et est en pleine crise. Chaque membre de la famille rêve d’une vie différente et souhaite changer ce quotidien qui ne répond plus à leurs attentes.

## Fiche technique
- Titre : Souviens-toi de moi
- Titre original : Ricordati di me
- Réalisation : Gabriele Muccino
- Scénario : Heidrun Schleef (it) et Gabriele Muccino
- Photographie : Marcello Montarsi
- Montage : Claudio Di Mauro
- Musique : Paolo Buonvino
- Son : Gaetano Carito
- Décors : Paola Bizzarri (it)
- Costumes : Gemma Mascagni
- Producteur : Domenico Procacci
- Société de production : Fandango
- Distribution :
- Pays d'origine :  Italie
- Langue : Italien
- Format : Couleur
- Genre : Comédie dramatique, comédie romantique
- Durée : 85 minutes (1 h 25)
- Dates de sortie :
  - Italie : 14 février 2003
  - France : 12 novembre 2003

## Distribution
- Fabrizio Bentivoglio : Carlo Ristuccia
- Laura Morante : Giulia Ristuccia
- Nicoletta Romanoff (it) : Valentina Ristuccia
- Silvio Muccino : Paolo Ristuccia
- Monica Bellucci : Alessia
- Gabriele Lavia : Alfredo
- Enrico Silvestrin (it) : Stefano Manni
- Silvia Cohen : Elena
- Alberto Gimignani (it) : Ricardo
- Amanda Sandrelli : Louise
- Blas Roca-Rey (it) : Matt
- Pietro Taricone (it) : Paolo Tucci
- Giulia Michelini: Ilaria
- Maria Chiara Augenti (it) : Anna Pezzi
- Andrea Roncato : Luigi
- Stefano Santospago (it) : André
- Isabella Orsini : Lucia
- Luca Jurman (it) : le metteur en scène
- Chiara Mastalli
- Alberto Testone
- Riccardo Zinna

## Bande-originale
La bande originale du film a été publiée en deux CD, dont le premier contient une compilation des chansons utilisées dans le film, tandis que le second reprend la musique originale composé par Paolo Buonvino.

### Disque un
1. Elisa - Almeno tu nell'universo
2. Gomez - Waster
3. Françoise Hardy - Des Ronds Dans L'Eau
4. Mousse T feat. Emma Lanford - Fire
5. Pacifico - Il faraone
6. Geri Halliwell - Look at Me
7. Lina - Ange Déçu
8. Marina Rei - La parte migliore di me
9. The Gimmicks - Roda
10. Belladonna - Killer (Ogni istante è l'ultimo)
11. Lionrock (en) - Rude Boy Rock
12. Mina - Sabor a Mi
13. The Coda - Have Some Fun
14. Lucio Dalla - Anna e Marco
15. Imani Coppola - Fake Is the New Real
16. Pacifico - Ricordati di me

### Disque deux
1. Questo è il quartiere di Giulia e Carlo
2. Comincia un nuovo giorno
3. Quello che resta
4. Il momento di Valentina
5. Tutto si fermò
6. Sospesi
7. L'occasione perduta
8. Ali Baba
9. Il profumo di lei
10. Volevano diventare qualcuno
11. Il gioco delle parti
12. Il valzer di Giulia
13. L'immagine di Paolo
14. È vera felicità?
15. Christmas Song

## Autour du film
- Premier rôle au cinéma pour l’actrice Chiara Mastalli

## Prix et distinctions
- David di Donatello :
  - Nomination au David di Donatello du meilleur film.
  - Nomination au David di Donatello du meilleur réalisateur pour Gabriele Muccino.
  - Nomination au David di Donatello du meilleur acteur pour Fabrizio Bentivoglio.
  - Nomination au David di Donatello de la meilleure actrice pour Laura Morante.
  - Nomination au David di Donatello de la meilleure actrice dans un second rôle pour Monica Bellucci et Nicoletta Romanoff (it).
  - Nomination au David di Donatello du meilleur scénario pour Heidrun Schleef (it) et Gabriele Muccino.
  - Nomination au David di Donatello du meilleur producteur pour la maison de production Fandango.
  - Nomination au David di Donatello du meilleur monteur pour Claudio Di Mauro.
- Ruban d'argent :
  - Ruban d'argent du meilleur scénario à Heidrun Schleef (it) et Gabriele Muccino.
  - Ruban d'argent du meilleur producteur à la maison de production Fandango.
  - Ruban d'argent de la meilleure actrice dans un second rôle à Monica Bellucci.
  - Premio Guglielmo Biraghi (it) pour Nicoletta Romanoff (it) et Silvio Muccino.
  - Nomination au Ruban d'argent du réalisateur du meilleur film pour Gabriele Muccino.
  - Nomination au Ruban d'argent du meilleur acteur pour Fabrizio Bentivoglio.
  - Nomination au Ruban d'argent de la meilleure actrice pour Laura Morante.
  - Nomination au Ruban d'argent de la meilleure chanson originale pour Pacifico.
  - Nomination au Ruban d'argent du meilleur montage pour Claudio Di Mauro.
- Ciak d'oro :
  - Meilleur réalisateur : Gabriele Muccino.
  - Meilleur acteur principal : Fabrizio Bentivoglio.
  - Meilleur producteur : Domenico Procacci et la maison de production Fandango.
- Globe d'or :
  - Nomination au Globe d'or du meilleur réalisateur pour Gabriele Muccino.
  - Nomination au Globe d'or du meilleur acteur principal pour Fabrizio Bentivoglio.